# Altenhülscheid
Altenhülscheid ist ein Ortsteil der Gemeinde Schalksmühle im Märkischen Kreis im Regierungsbezirk Arnsberg in Nordrhein-Westfalen (Deutschland).

## Lage und Beschreibung
Der Weiler befindet sich auf einem Höhenzug zwischen dem Bach Sterbecke und einem von dessen Nebenflüssen. Der Ort ist über eine Zufahrt aus Hülscheid erreichbar, die auch Kamp, Dornbusch und Reineberge anbindet.
Weitere Nachbarorte auf dem Schalksmühler Gemeindegebiet sind Albringwerde, Winkeln, Rehweg, Wersbecke, Sterbecke, Siepen, Berkey, Mummeshohl, Mesewinkel, Eichholz, Heedfeld, Kuhlenkeppig, Amphop und die Wüstung Hilmecke.

## Geschichte

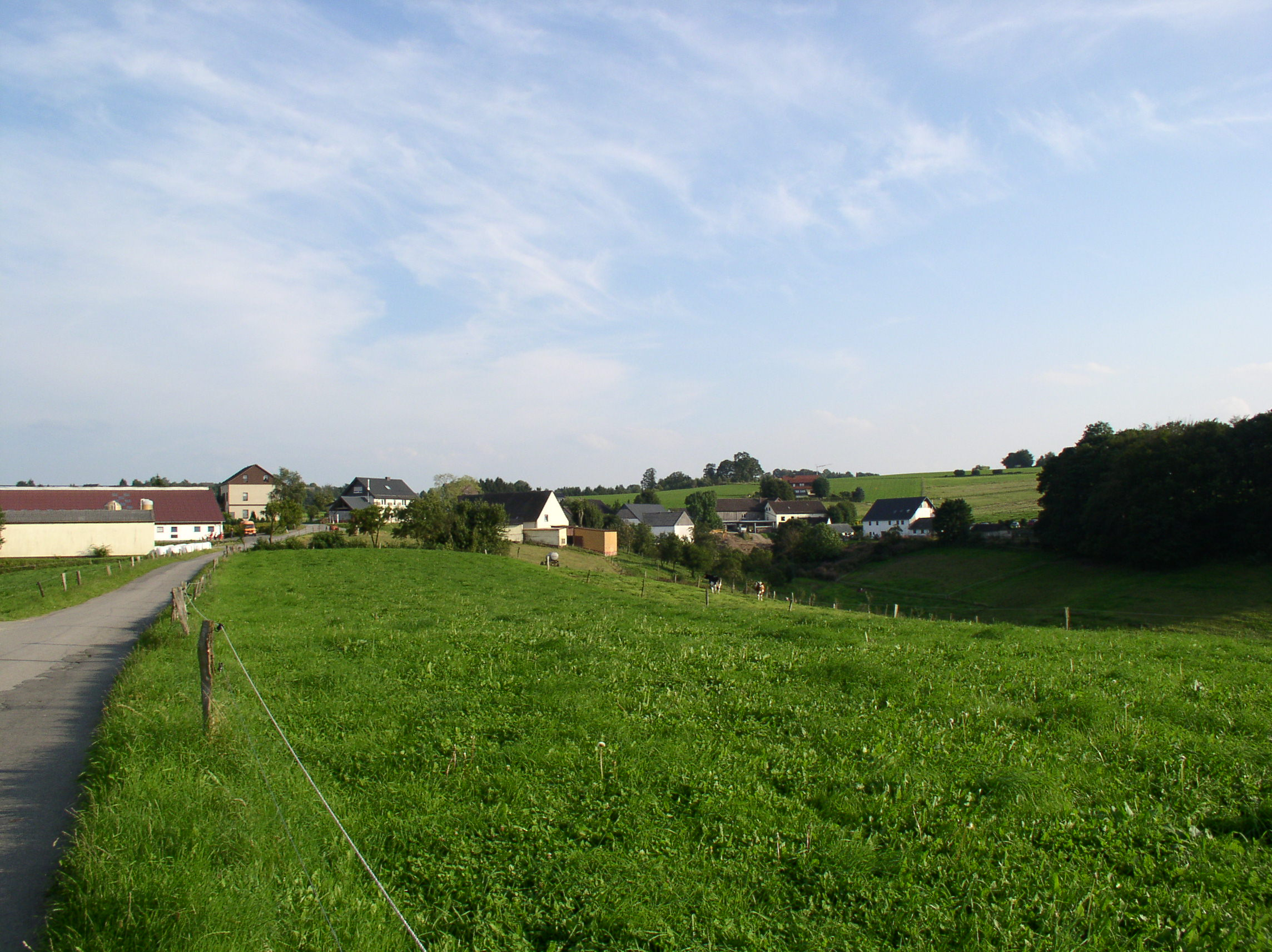
Altenhülscheid von Nordwesten

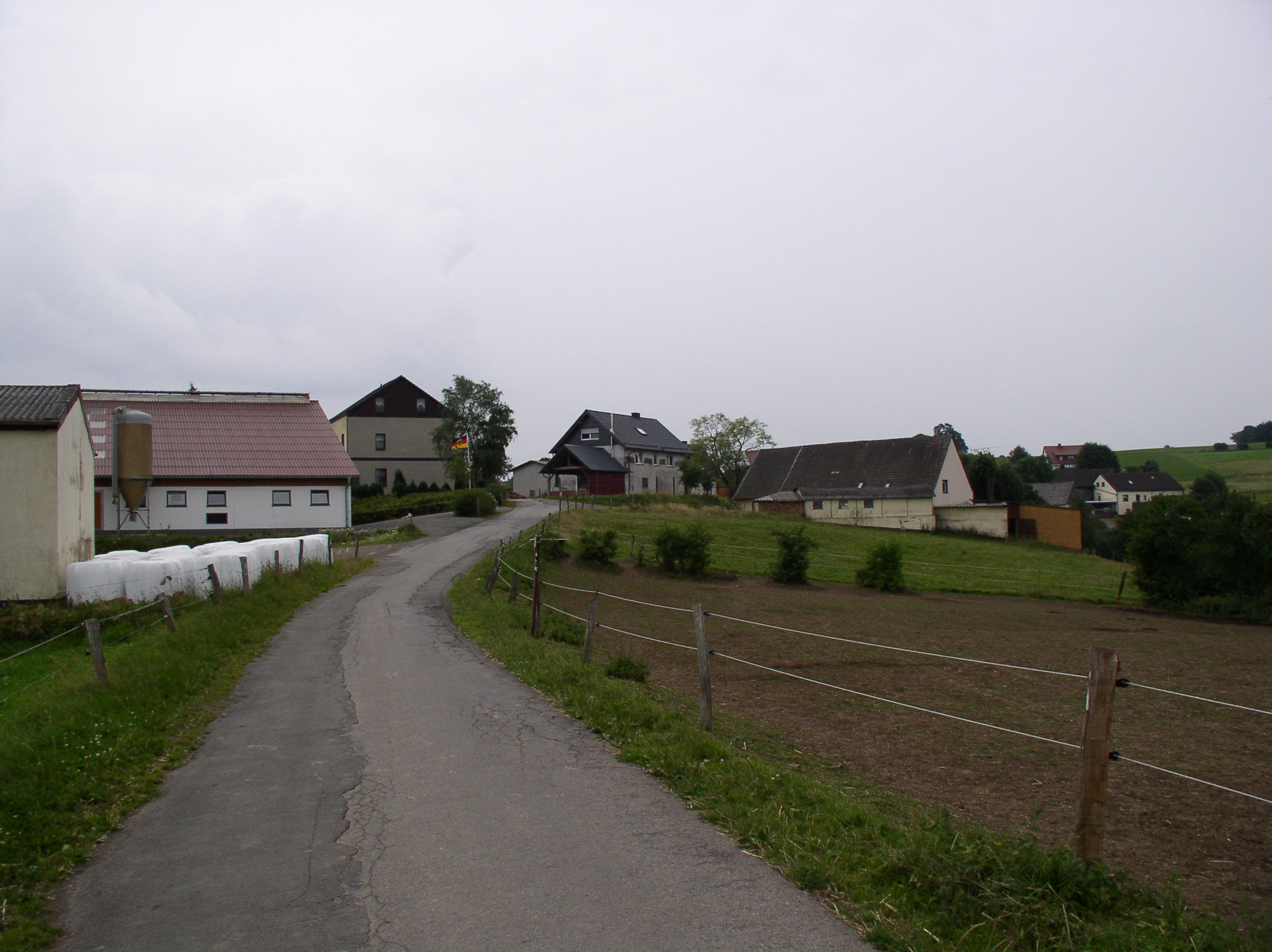
Ansicht von Nordwesten

Altenhülscheid gehörte bis zum 19. Jahrhundert der Midder Bauerschaft des Kirchspiels Hülscheid an. Ab 1816 war der Ort Teil der Gemeinde Hülscheid in der Bürgermeisterei Halver im Kreis Altena, 1818 lebten 54 Einwohner im Ort. Der laut der Ortschafts- und Entfernungs-Tabelle des Regierungs-Bezirks Arnsberg als Hof kategorisierte Ort besaß 1839 elf Wohnhäuser, eine Fabrikationsstätte bzw. Mühle und acht landwirtschaftliche Gebäude. Zu dieser Zeit lebten 62 Einwohner im Ort, allesamt evangelischen Bekenntnisses.
1844 wurde die Gemeinde Hülscheid mit Altenhülscheid von dem Amt Halver abgespalten und dem neu gegründeten Amt Lüdenscheid zugewiesen.
Der Ort ist auf der Preußischen Uraufnahme von 1840 unter dem Namen AltH(ülscheid) verzeichnet. Ab der Preußischen Neuaufnahme von 1892 ist der Ort auf Messtischblättern der TK25 als Altenhülscheid verzeichnet.
Die Gemeinde- und Gutbezirksstatistik der Provinz Westfalen führt 1871 den Ort als Hof unter dem Namen Altenhülscheid mit zwei Wohnhäusern und 83 Einwohnern auf.  Das Gemeindelexikon für die Provinz Westfalen gibt 1885 für Altenhülscheid eine Zahl von 64 Einwohnern an, die in zehn Wohnhäusern lebten. 1895 besitzt der Ort zehn Wohnhäuser mit 65 Einwohnern, 1905 werden neun Wohnhäuser und 56 Einwohner angegeben.
1969 wurden die Gemeinden Hülscheid und Schalksmühle zur amtsfreien Großgemeinde (Einheitsgemeinde) Schalksmühle im Kreis Altena zusammengeschlossen, und Altenhülscheid gehört seitdem politisch zu Schalksmühle, das 1975 auf Grund des Sauerland/Paderborn-Gesetzes Teil des neu geschaffenen Märkischen Kreises wurde.